# Guayas (El Empalme)
Guayas ist eine Ortschaft und eine Parroquia rural („ländliches Kirchspiel“) im Kanton El Empalme der ecuadorianischen Provinz Guayas. Die Parroquia besitzt eine Fläche von 404,3 km². Die Einwohnerzahl lag im Jahr 2010 bei 17.579. Die Parroquia wurde im Jahr 1946 gegründet.

## Lage
Die Parroquia Guayas liegt im Tiefland im äußersten Norden der Provinz Guayas. Im Norden wird das Areal vom Daule-Peripa-Stausee begrenzt, im Westen vom Río Daule. Der Hauptort befindet sich 10 km nordöstlich der Stadt Velasco Ibarra.
Die Parroquia Guayas grenzt im Osten an die Kantone Buena Fe und Quevedo (beide in der Provinz Los Ríos), im Süden an die Parroquias Velasco Ibarra und El Rosario, im Westen an die Parroquia Pichincha (Provinz Manabí) sowie im Norden an den Kanton El Carmen (ebenfalls Provinz Manabí).